# Стіг (Свидовець)
Стіг (місцевим діалектом — Стуг) — гора в північно-східній частині масиву Свидовець (Українські Карпати). Розташована в межах Рахівського району Закарпатської області.
Висота — 1704 м (за іншими даними 1707 м). На привершинній частині гори розкинулись полонини. Північно-західні схили дуже круті, східні та західні — більш пологі.
З півдня до гори прилягає сідловина, що тягнеться до гори Близниці (1883 м) — найвищої вершини Свидовецького масиву. На північний захід від Стігу розташована гора Котел (1770 м), на схід (при підніжжі гори) — гірськолижний курорт Драгобрат. Від Драгобрату на вершину прокладено гірськолижний підйомник.
Через Стіг проходить популярний туристичний маршрут «Вершинами Свидовця» — від селища Ясіні до селища Усть-Чорна (або у зворотному напрямку).
Найближчий населений пункт: селище міського типу Ясіня.

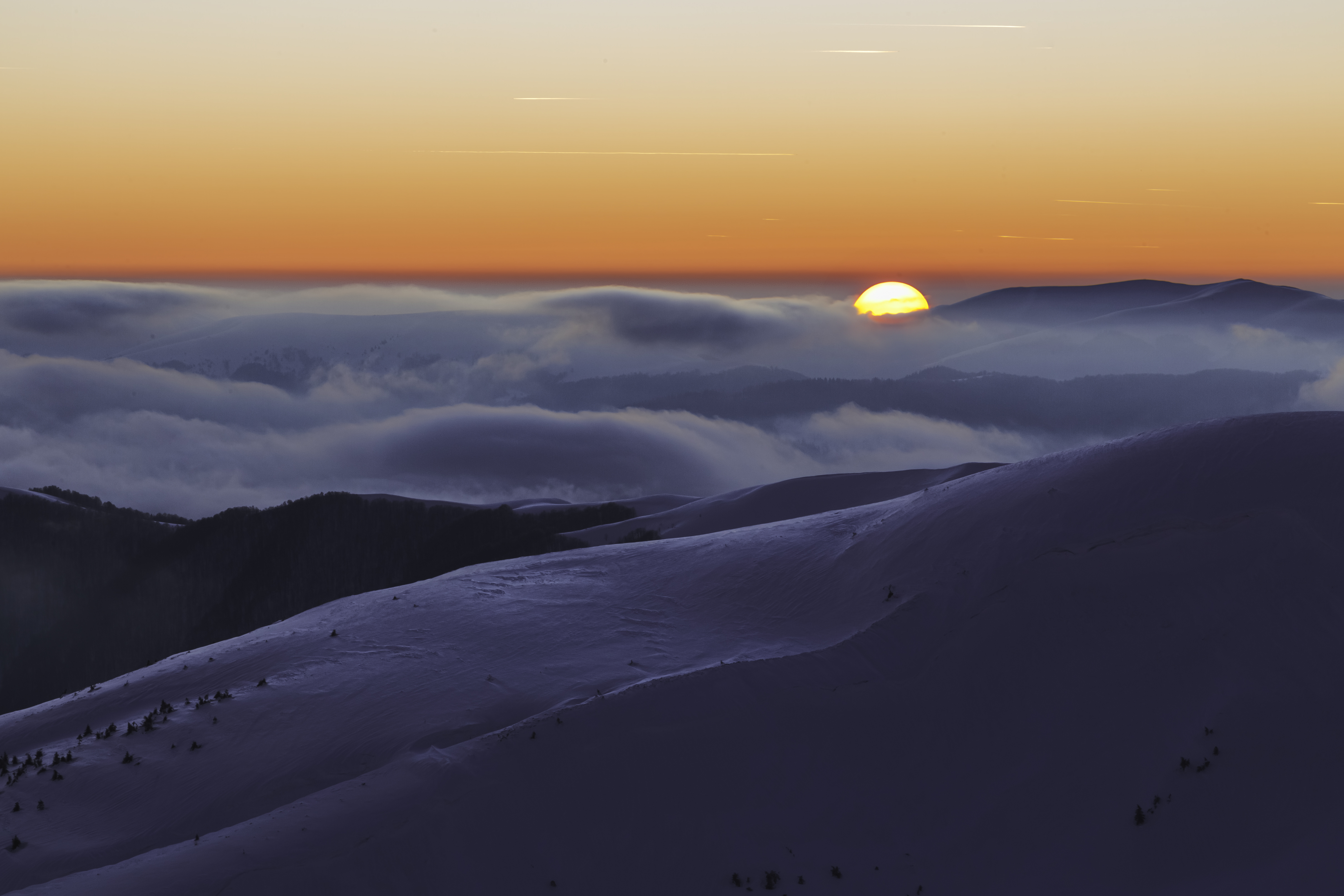
Вид з гори на зимовий захід сонця Автор: [https://www.instagram.com/tandyryak.expedition Андрій Тандиряк

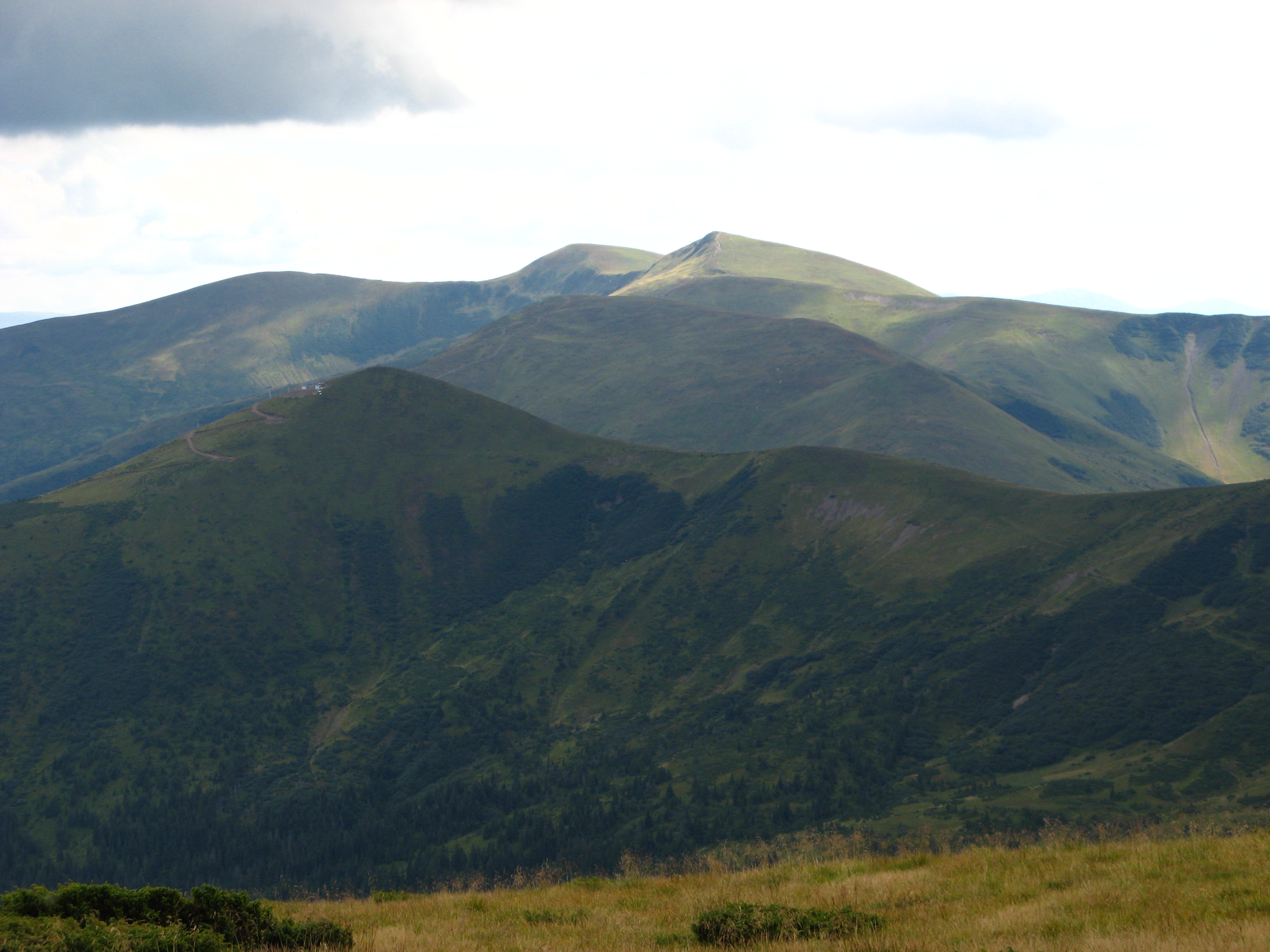
Стіг (на передньому плані, лівіше) і Близниця (на задньому плані)